# 箐口乡
箐口乡，是中华人民共和国四川省凉山彝族自治州雷波县下辖的一个乡镇级行政单位。

## 行政区划
箐口乡下辖以下地区：
核桃坪村、双龙桥村、太阳村、大堡村、罗汉沟村、蕨箕村、白岩沟村、红岩村和小海村。